# Open Road (filme)
Open Road (pt/br: Angie) é um filme brasileiro-estadunidense de drama de 2012, dirigido pelo diretor brasileiro Márcio Garcia. 
É o segundo longa-metragem dirigido por Márcio Garcia. O anterior foi Amor por Acaso (2010).
As gravações do filme ocorreram em seis cidades diferentes dos Estados Unidos, entre elas Los Angeles, e também em Vitória, no Espírito Santo.

## Sinopse
Angie (Camilla Belle) é uma jovem artista brasileira que vive com a mãe (Christiane Torloni), com quem tem um relacionamento desgastado. Um dia, ela resolve fazer uma viagem pela Califórnia. Ao longo do caminho ela conhece e faz amizade com Chuck (Andy Garcia), um andarilho que vive isolado, e o policial David (Colin Egglesfield). Logo passa a trabalhar na lanchonete da prima de David (Juliette Lewis), onde tenta resolver seus conflitos internos.

## Elenco
| Ator/Atriz         | Personagem                    |
| ------------------ | ----------------------------- |
| Camilla Belle      | Angie                         |
| Juliette Lewis     | Jill                          |
| Colin Egglesfield  | David                         |
| Andy Garcia        | Chuck                         |
| John Savage        | Carl                          |
| Ingrid Rogers      | Georgia                       |
| Craig Gellis       | Ronny                         |
| Kristi Clainos     | Louise                        |
| Emily Nelson       | Garçonete                     |
| Michael Cardelle   | Nick                          |
| Christiane Torloni | Gloria                        |
| Jennifer Cambra    | Jennifer                      |
| Alex Sander        | Policial                      |
| Carol Castro       | Sonia (irmã de Angie)         |
| Anya Andrews       | Olivia                        |
| Michael King       | Diretor da Polícia Rodoviária |